# 小野田バイパス

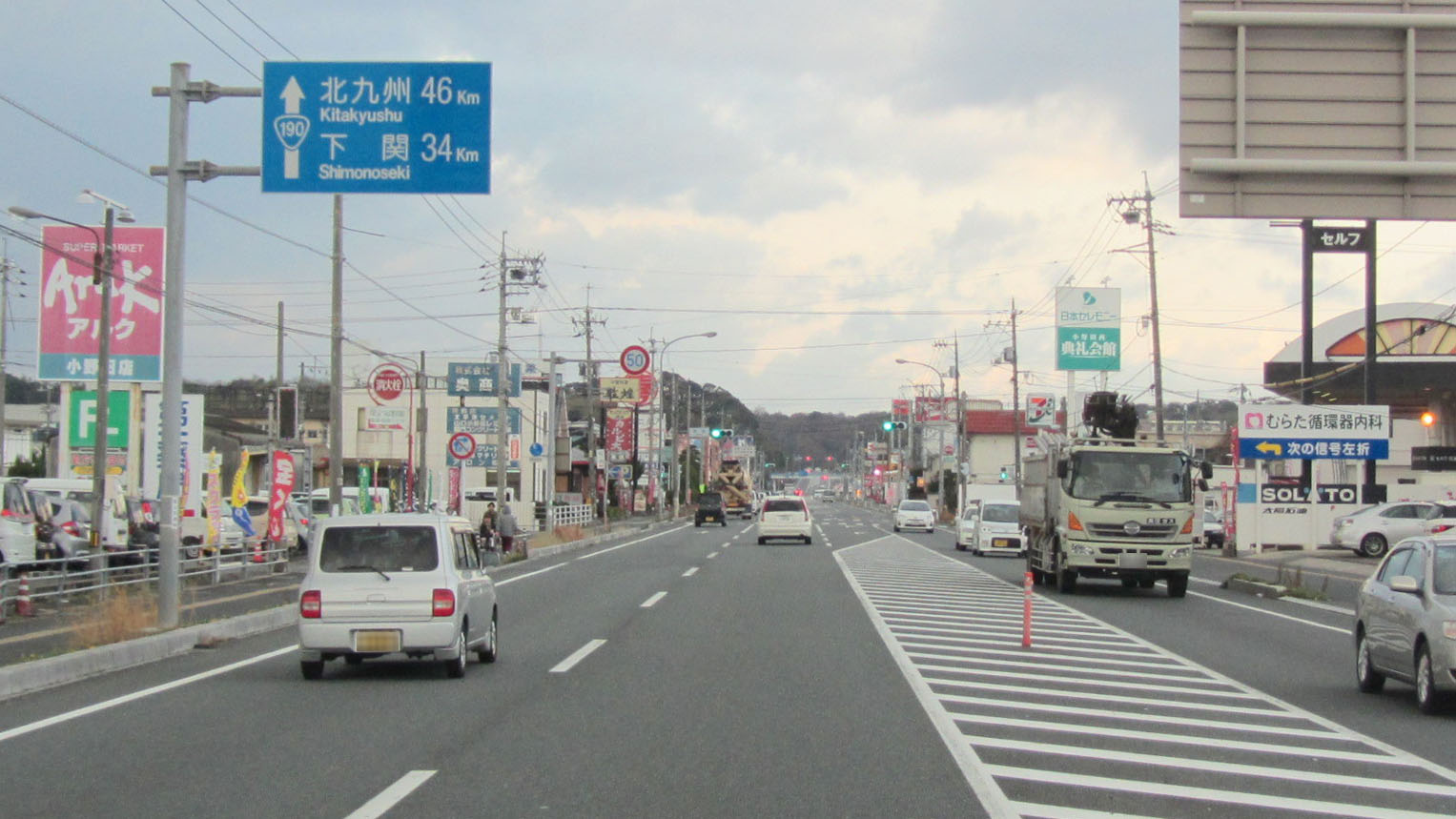
小野田バイパス
山口県山陽小野田市西高泊

小野田バイパス（おのだバイパス）は、山口県山陽小野田市丸河内から同市西高泊に至る道路（一般国道190号バイパス）である。

## 概要
かつて、国道190号は小野田市（現・山陽小野田市）の中心市街地である小野田地区（旧小野田町に該当する地域）を南北に貫いており、通過交通と小野田市街地内の交通が幅員の狭い道路に集中し、慢性的に渋滞が起こっていた。市街化が進展していた当時の小野田市中心部では現道の拡幅は困難であったことから、小野田市街地の西側および小野田駅周辺地区の南側を迂回する形でバイパス道路が新設され、1973年（昭和48年）12月1日に全通した。

### 路線データ
- 起点 : 山口県山陽小野田市丸河内（丸河内交差点=国道190号現道と接続）
- 終点 : 山口県山陽小野田市西高泊（船越交差点=国道190号現道と接続）
- 路線延長 : 4.7 km
- 幅員 : 25 m
- 車線数 : 4車線（現在は暫定2車線）
路線データの出典：[1]

## 歴史
- 1973年（昭和48年）12月1日 - 一部区間を除き暫定2車線で開通[1][2]。
- 1995年（平成7年） - 山陽小野田市丸河内（山陽小野田市立小野田中学校付近） - 同市西高泊（船越交差点）間4.3kmの道路改良事業「小野田拡幅」が事業化[3]。
- 2002年（平成14年） - 「小野田拡幅」が事業休止[3]。
- 2016年（平成28年）3月 - 山陽小野田市丸河内（山陽小野田市立小野田中学校付近） - 同市稲荷町（労災病院入口交差点）間が4車線化。

## 路線状況
1973年（昭和48年）12月1日に全線開通した。完成計画は幅員25mの4車線道路であるが、開通時から現在に至るまで一部区間を除き暫定2車線で供用されている。
暫定2車線区間では頻繁に渋滞が発生していたことから、本バイパス道路のほぼ全線に当たる山陽小野田市丸河内（山陽小野田市立小野田中学校付近） - 同市西高泊（船越交差点）間4.3kmの道路改良事業「小野田拡幅」が1995年（平成7年）に事業化され、事業区間の起点である丸河内側から順次工事が進められていった。しかし、4車線化による中央分離帯の設置について、対向車線側から進入できなくなる一部沿線住宅団地の住民との合意が得られず事業の継続が困難となり、国土交通省は「新生町交差点への右折専用車線設置により渋滞解消が図られた」ことを理由に、2002年（平成14年）に小野田拡幅を事業休止とした。
拡幅工事が行われていた区間も含め事業休止となったことで、丸河内から労災病院入口交差点までの区間は4車線の道路施設がほぼ完成した状態で放置されていた。渋滞解消を理由にした事業休止であったものの実際には道路混雑が続いており、また、沿線住宅団地への進入道路となる新たな市道を山陽小野田市が整備することで中央分離帯設置に関する問題は解消可能であるとして、同市と地元経済団体である小野田商工会議所は小野田拡幅の事業再開を要望している。
その後、拡幅工事がほぼ完了していた丸河内から労災病院入口交差点までの区間については「小野田地区交差点改良」として事業を再開し、2016年3月に上り線部分が完成し、完成4車線での供用を開始した。なお、「小野田地区交差点改良」では歩道の幅員は3.5mと定められており、「小野田拡幅」時代に整備された下り線の幅員2.5mの歩道は2016年度中に拡幅される予定。

### 車線・最高速度
| 区間                              | 車線 上下線=上り線+下り線 | 最高速度 |
| --------------------------------- | ------------------------- | -------- |
| 丸河内交差点 - 労災病院入口交差点 | 4=2+2                     | 60 km/h  |
| 労災病院入口交差点 - 新生町交差点 | 2=1+1                     | 60 km/h  |
| 新生町交差点 - 長田屋橋交差点     | 4=2+2                     | 50 km/h  |
| 長田屋橋交差点 - 神田交差点       | 3=1+2                     | 50 km/h  |
| 神田交差点 - 船越交差点           | 2=1+1                     | 50 km/h  |

### 通称
一部の地図では「国道190号バイパス」と記載されている。また、地元住民などは単に「バイパス」と呼ぶ場合もある。

### 道路施設

#### 主な橋梁
- 有帆川橋（有帆川）

## 地理

### 通過する自治体
- 山口県
  - 山陽小野田市

### 交差する道路
- 上側が起点側、下側が終点側。左側が上り側、右側が下り側。
- 交差する道路の特記が無いものは市道。

| 交差する道路                          | 交差する道路                         | 交差する場所 | 交差する場所 | 岡屋から (km) |
| ------------------------------------- | ------------------------------------ | ------------ | ------------ | ------------- |
| 国道190号 宇部・小郡方面              |                                      |              |              |               |
| -                                     | 山陽小野田市道（旧・国道190号）      | 山陽小野田市 | 丸河内       | 28.7          |
| 県道30号小野田美東線（旧・国道190号） | 県道223号小野田港線（旧・国道190号） | 山陽小野田市 | 新生町       | 31.7          |
| 県道71号小野田山陽線                  | 県道354号妻崎開作小野田線            | 山陽小野田市 | 長田屋橋     | 32.2          |
|                                       | 県道354号妻崎開作小野田線            | 山陽小野田市 | 高須         | 32.5          |
| 山陽小野田市道（旧・国道190号）       | -                                    | 山陽小野田市 | 長田屋橋     | 33.4          |
| 国道190号 埴生・下関方面              |                                      |              |              |               |

### 沿線の主な施設
- 山陽小野田市立小野田中学校
- 山口労災病院
- 山陽小野田市役所
- 日産プリンス山口サティオ小野田店
- イエローハット小野田店
- アルク小野田店
- 丸喜本部
- ウエスタまるき神田店
- ナフコ小野田店